# Državno uređenje Asirije
Državno uređenje Asirije bilo je u apsolutna monarhija. Sam oblik državnog uređenja i uloga kralja razvila se unutar Asirije, premda je bilo i stranih utjecaja, posebice iz Babilonije.

## Kralj i bog Ašur
Najznačajniji čimbenik asirskoga poimanja monarhije bila je uska povezanost između asirskoga kralja i boga Ašura. Kralj je bio predstavnik boga Ašura na zemlji, te je njegovom vlašću djelovao. Za razliku od nekih razdoblja sumerske i babilonske povijesti, kad je kralj bio predstavljan kao bog, u asirskoj se kulturi kralj nikad nije poistovjećivao s bogom. On je uvijek bio samo ljudsko biće, ali najviše ljudsko biće na zemlji.

## Tri ograničenja kraljeve vlasti
Kralj je imao apsolutnu vlast nad državom, no postojala su tri ograničenja njegove vlasti: religija, stečena prava i plemstvo. Kralj je, kao predstavnik boga Ašura, morao poštovati religijske običaje, što je uključivalo i redovito sudjelovanje u obredima. U odnosu na stečena prava, kralj je morao poštovati tradicionalna prava pojedinaca, kao što je vlasništvo, te prava skupina i ustanova, kao što je bilo izuzimanje pojedinih gradova iz obveze davanja poreza. S obzirom na plemstvo, kraljev je položaj u mnogočemu ovisio o podršci viših slojeva društva. U nekoliko slučajeva u povijesti kad je kralj uvrijedio plemstvo, dolazilo je do pobuna i često do svrgavanja kralja.

## Kraljeva apsolutna vlast
Asirski je kralj bio jedini zakonodavac u državi, a tu je službu vršio putem »kraljevskih uredbi.« Nije postojala nikakva ustanova koja bi raspravljala o kraljevim uredbama, no on se obično savjetovao sa svojim službenicima i tražio božje znakove. Kralj je bio i vrhovni sudac u zemlji, te su svi slučajevi, koji se nisu mogli riješiti na nižim razinama, donošeni pred kralja. Vrhovno zapovjedništvo nad asirskom vojskom također je bilo u kraljevim rukama, a on je često i osobno predvodio vojsku u ratne pohode. U religijskom smislu on je bio vrhovni svećenik boga Ašura, te je morao sudjelovati na svim većim državnim religijskim svečanostima. Na području gospodarstva, u načelu kralj je bio vlasnik sve asirske zemlje, a sav trgovački promet, kako domaći tako i strani, bio je podređen njegovoj kontroli i nametanju poreza.

## Dvorski život
Kraljevi su živjeli izdvojeni u svojim kraljevskim palačama, okruženi haremom sastavljenim od asirskih djevojaka. Povijesni izvori o dvorskom životu u Asiriji nisu osobito bogati, no može se zaključiti da je središnja ustanova dvora bio upravo harem u kojem je živio veći broj žena, konkubina, sluškinja i eunuha koji su služili kao čuvari. Unutar harema postojala je stroga hijerarhija s kraljicom majkom na vrhu. Odmah nakon nje slijedila je glavna žena trenutnog vladara, koja je dobivala taj položaj ako je bila majka najstarijeg muškog potomka kralja. Kraljevi sinovi provodili su prve godine svoga života u haremu, pa su haremske spletke i zavisti često dovodile svrgavanja kralja.
U Asiriji je pravo nasljedstva imao najstariji sin. Čim je najstariji kraljev sin dostigao određenu dob, izlazio je iz harema, te je službeno, posebnom ceremonijom imenovan prijestolonasljednikom, nakon čega se preselio u »Kuću nasljedstva« (akadski: bit reduti) s dvorskim službenicima koji su podsjećali na očeve i osobnom stražom. Ovdje je bio odgajan i poučavan u vještinama koje su mu imale pomoći u vođenju kraljevstva. Kralj Asurbanipal piše da je i on ondje naučio jahati, gađati strijelama, čitati i pisati. Po završenom odgoju, prijestolonasljednik je dobivao službeni položaj u asirskoj državnoj upravi. U kasnom razdoblju Novoasirskog Carstva to je značilo da je prijestolonasljednik imao punu kraljevsku vlast na unutarnjem planu, dok je kralj bio na vojnom pohodu.

## Državna uprava
I državnu upravu sačinjavali su službenici poredani u vrlo strogoj hijerarhiji. Kroz stoljeća je to ustrojstvo doživjelo više promjena. Jedino veliko preustrojstvo državne uprave u Asirskom Carstvu provedeno je u doba kralja Tiglat-Pilesera III. Sva je uprava u asiriji zapravo počivala na vojničkom ustrojstvu, pa se može reći da je Asiriji bila bitno vojnička država, tako da nije bilo velike razlike između civilne i vojne državne uprave (Vidi: Asirska vojska). Iako je postojala vrlo stroga hijerarhija, kralj, kao apsolutni vladar, mogao je u bilo kojem trenutku intervenirati na bilo kojoj razini te hijerarhije.
Upravni su položaji obično bili nasljedni, pa je sin nasljeđivao položaj svoga oca i za njega se pripremao kroz odgoj. Na taj su način kontrolu nad određenim razinama uprave monopilizirale male skupine obitelji.

## Pisari
Pisari su predstavljali poseban čimbenik u asirskom upravnom sustavu. Bila je riječ o elitnoj skupini u koju se ulazilo nakon zahtjevnog i dugotrajnog obrazovanja. Pisari su se nalazili na svim razinama uprave. Najviši je položaj zauzimao zamjenik vrhovnog kraljevskog službenika, a najniže položaje imali su pisari koji su se bavili neizučenim radnicima i njihovim nadnicama. Budući da je ogromna većina asirskih državnik službenika bila nepismena, a često i sam kralj, pisari su imali značajan utjecaj na vođenje državnih poslova.

## Upravna podjela zemlje
Radi lakše uprave zemlje, Asirija je podijeljena na dva glavna područja. Središnje i važnije područje bilo je ono središnje Asirije (vidi: Zemljopis Asirije) koja je obuhvaćala gradove Ašur, Ninivu i Kalah, te okolno plodno područje. Svaki je od ovih gradova imao naročite povlastice koje su uključivale i izuzeće od poreza i vojnih obveza.
Izvan te središnje Asirije bila je »Velika Asirija«, čija su se veličina i način uprave mijenjali kroz stoljeća. U doba najvećeg širenja Asirije (kasno razdoblje Novoasirskog Carstva), vlast se nad ovim područjem ostvarivala na dva načina. Neke je dijelove izravno kontrolirao kralj po svojim pokrajinskim upraviteljima, dok su drugim dijelovima upravljali mjesni vladari u skladu s posebnim sporazumima sklopljenima s asirskim kraljem. Neki od tih vladara u sporazumima imaju položaj jednak asirskom kralju, a neki imaju položaj vazala. Ako je njihov položaj bio vazalski, na asirskom su dvoru bili članovi obitelji toga vazala kao taoci. Poseban je položaj u upravi imala Babilonija čiji su kraljevi tretirani kao jednaki asirskom kralju, osim u razdobljima kad je asirski kralj izravno vladao Babilonijom.

## Upravno središte
Upravno središte Asirskoga Carstva kroz stoljeća se mijenjalo. U početku bio je to Ašur, a u 9. st. pr. Kr. Ašur-nasir-pal II. prenosi sjedište u Kalah. Konačno, u 7. st. pr. Kr., Sanherib bira Ninivu kao upravno središte, što ona ostaje do pada Asirije. U svakom su od ovih gradova nađeni kraljevski arhivi s bogatom prepiskom, jer su niži službenici morali redovito javljati kralju o svemu što se u carstvu događa. Postojali su i posebni glasnici koji su omogućavali brzu i učinkovitu komunikaciju središta carstva s periferijom. Uz njih, toj je svrsi mogao poslužiti i sustav promatračnica s plamenim signalima.